# Шляхами війни
«Шляхами війни» — радянський художній фільм 1958 року, кіноповість (ч/б). Прообразом головного героя став оператор Володимир Сущинський.

## Короткий зміст
Німецько-радянська війна. Смерть у свисті кожної кулі, кожного снаряда. Палаючі будівлі, голодні люди в підвалах. Скільки людей пройшло з вогняної землі — терплячих, мужніх, мовчазних. Поруч з ними крокував кінооператор Володимир Сушков (Анатолій Кузнєцов), створюючи сувору повість про тих, хто був і не був на війні...

## У ролях
- Всеволод Санаєв — Іван Федорович Уваров, сержант, парторг
- Анатолій Кузнєцов — Володимир Сушков
- Юрій Соловйов — Віктор Миколайович Муромцев, лейтенант, командир батареї
- Євген Шутов — Плодів
- Ія Арепіна — Віра
- Х. Страхов — Драудін
- Борис Муравйов — Володимир Васильєв
- Юлія Цоглин — Ксенія Івлєва
- Олег Мокшанцев — Мазепа, старшина протитанкової батареї
- Юрій Кірєєв — Анатолій Криленко
- Михайло Бочаров — Сєдих
- Світлана Сєрова — епізод
- Петро Соболевський — Паска
- Борис Шухмин — генерал 31-й
- Геннадій Юхтін — кухар
- Віктор Маркін — радист
- Клеон Протасов — кінооператор
- Олександр Альошин — епізод
- Віктор Глущенко — Марьїн
- Юрій Лукін — епізод
- Геннадій Бойцов — епізод
- Микола Засєєв-Руденко — епізод
- А. Бронський — епізод
- В. Діденко — епізод
- К. Логачов — епізод
- Р. Бове — епізод
- Володимир Клунний — командир взводу розвідників
- Петро Любешкін — солдат з ломиком (немає в титрах)

## Знімальна група
- Режисер: Лев Сааков
- Автори сценарію: Микола Фігуровський, Лев Сааков
- Оператори: Ігор Гелейн, Валентин Захаров
- Художник: Семен Ушаков
- Композитор: Кирило Молчанов
- Текст пісні: Євген Долматовський
- Звукорежисер: В'ячеслав Лещев

## Пісня з кінофільму
«Пісня про Севастополі»
- музика: Кирило Молчанов
- слова: Євген Долматовський

Севастополь - тополя — тополь
На високому березі.
Я стільком дорогами пройшов
Але тебе забути не можу.
Немов завірюха — півдня — півдня
Тополиний пух навесні.
На Приморському бульварі подруга
Очікує побачення зі мною.
Всі негаразди-роки-роки
Все одно переживу
Мій рідний білокам'яний місто
Я побачу тебе наяву